# Ifjú Erdély
Az Ifjú Erdély szépirodalmi, tudományos ifjúsági folyóirat, az Ifjúsági Keresztyén Egyesület (IKE) 1923 januárjától Kolozsvárt megjelenő havilapja. I. évfolyama csak hat számot tartalmaz, azután a tanévhez illeszkedve jelenik meg évi tíz, 1925/26-tól évi tizenkét szám. Az 1937-es csonka évfolyam után 1938-tól a naptári év szerinti szerkesztésre tértek át. Utolsó számuk 1944 szeptemberében jelent meg. (Közben 1936–37-ben címe csak Ifjú.) 1989 után újra indították Buzogány Dezső szerkesztésében.

## A lap rövid története
A lap főszerkesztője 1940-ig Imre Lajos, majd Nagy András. Felelős (ifjúsági) szerkesztője eleinte Kovács Sándor, 1925-től M. Nagy Ottó, 1927-től Borbáth Dániel, 1928-tól Nagy József, 1933-tól Farkas Jenő, 1935-től Szigethy Béla, 1936-tól Mester István, 1938-tól Juhász István (Lőrinczi László, ifj. Nagy Géza és Nagy Ödön főmunkatársakkal), 1940-től Sárközy Endre (Nagy Géza, Nagy István, Makkay Endre, Máthé András, Molter-Marosi Péter főmunkatársakkal). A lap erkölcsi és ismeretterjesztő cikkek, szépirodalmi alkotások, zenei és színházi szemle, pályázatok, rejtvények segítségével szolgálta az ifjúság nevelését. 1938-tól Kolozsváron Sipos Géza az Ifjú Erdély c. lap iratterjesztésének és kiadóhivatalának vezetőjeként dolgozott. 1946-ban kísérlet történt az Ifjú Erdély újbóli megindítására, néhány szám jelent meg a régi formátumban Gálfy Zoltán szerkesztésében.
Első évfolyamai a középiskolás diákokhoz szólnak s a legrangosabb erdélyi magyar írókat, költőket, tudósokat sorolják a munkatársak közé, csupán a Járosi Andor vezette Somvirág rovatot tartják fenn a diákmunkatársak részére. Itt jelentkezik Buday György (írással és metszettel), Kováts József, Wass Albert, Gagyi László, Varró Dezső, Képes Géza. 1924-től László Dezső és korosztálya fokozatosan átveszi a lap szellemi irányítását, egyre inkább egyetemi és főiskolai hallgatók írják cikkeit. A VII. évfolyamban Jancsó Elemér a magyar irodalomról, Bíró Sándor az erdélyi fejedelemségről indít cikksorozatot, a számokat Debreczeni László rajzai illusztrálják. A következő évfolyamból a Bethlen Gábor- és Ady-emlékszám tűnik ki, valamint az erdélyi gondolatról indított körkérdés. A XI. évfolyamban Jancsó Elemér tanulmányát az erdélyi magyar líráról, a XII. évfolyamban pedig Debreczy Sándor Kőrösi Csoma-életrajzát közlik folytatólagosan. Az 1930-as évek közepén az önismeret kerül előtérbe. Sikeresek 1935-ben az iskola-számok: a kolozsvári, marosvásárhelyi, zilahi kollégiumok, az udvarhelyi tanítónőképző, a kolozsvári leánygimnázium tanárai és tanítványai mutatják be tanintézetüket, számolnak be emlékeikről. 1937-ben József Attilától búcsúznak. 1938-cal kezdődően egyre inkább az erdélyi magyar ifjúság sorsára, jövőjére irányul figyelmük. Főiskolai tájékoztatót közölnek, felsorolva a kolozsvári és bukaresti felsőoktatási intézeteket, s jelezve, hogy milyen eséllyel jelentkezhetik ott egy magyar diák. Ezt a korosztályt Szabó Dezső (1939-ben a 6–7. számot neki dedikálják), Nyirő József és Tamási Áron prózája, Bartók és Kodály zenéje foglalkoztatja (1938 májusában Bartók–Kodály hangversenyt rendeznek).
A lap 1926 és 1942 között 33 kötetből álló sorozatot jelentetett meg Élő Könyvek címen, "Ifjú Erdély kiadása" megjelöléssel. Ezek közt találjuk László Dezső Bethlen Gáborról, Mózes András és Kese Attila a magyarok történetéről, valamint Dávid György és Nagy Zoltán a Kárpátokon túli magyarokról szóló munkáit.
Az 1940-es években a lap elveszti addigi fontos szerepét; bár olvasótábora nő, hatása megcsappan. 1943-ban megünneplik alapításának 20. évfordulóját, 1944-ben Kossuth Lajos-emlékszámot adnak ki.
Az ifjúság önálló alkotómunkára való nevelésében jelentős szerepe volt az 1924-től megrendezett öt „diákolimpiász”-nak, majd az 1937-től meghirdetett hét munkatábornak, melyek anyaga a lap évfolyamaiban megtalálható, valamint a tantárgyanként és művészeti áganként kiírt pályázatoknak; ezeken belül külön tételeket adtak ki a főiskolás, az alsó, ill. felső középiskolás, valamint az iparos és kereskedő ifjaknak. A beérkezett írásokat bizottság bírálta meg, a legjobbakat közölték, a díjazottak később a lap munkatársai lettek. 1924-ben Grandpierre Emil, Bányai-Baumgarten László, Szabédi Székely László, Bordi András, 1930-ban Miszti László, Nagy Géza, Juhász István, Makkai László, 1934-ben Márton Gyula, 1939-ben Csetri Elek, Nagy Olga, Köpeczi Béla, Marosi-Molter Péter, 1943-ban Benkő András, Kallós Zoltán és Móra Bernát nyert jutalmat pályázatával.
Hosszabb-rövidebb ideig az Ifjú Erdély munkatársa volt Brüll Emánuel, Szabó T. Attila, Kacsó Sándor, Méliusz József, Szemlér Ferenc, Gunda Béla, Vita Zsigmond, Szotyori Nagy Géza, Kiss Jenő, Jékely Zoltán, Hegyi Mózes, Dáné Tibor, Asztalos István, Szenczei László, Sinka József, Gellért Sándor, Szabó Árpád, Szabó József, Szebeni István, Somodi Albert, Virág Károly és László Tihamér.